# 美国牛蛙
美国牛蛙（學名：Lithobates catesbeianus）是一种水生青蛙，是蛙屬的一种。是现存北美的最大的蛙之一。也在多個地方成為入侵物種，如2011年5月台灣苗栗縣政府農業處宣稱為增加生態資源，在縣境兩處號稱生態池的地方放流總共七百斤的美國牛蛙，造成當地不可逆的生態浩刧，國際自然保護聯盟物種存續委員會的入侵物種專家小組（ISSG）也已將美國牛蛙給列為世界百大外來入侵種。

## 命名
其拉丁語原學名Rana catesbeiana Shaw中，「rana」意為「青蛙」，而「catesbeiana」則是爲了紀念發現這種蛙的英國博物學家馬克·蓋茨比（Mark Catesby）。
、原产于美国东部数州，後被引进西部各州和其他国家。其他一些大型蛙类亦称牛蛙，如非洲的非洲牛箱头蛙和印度的虎纹蛙以及南美的细趾蟾科物種。
牛蛙叫声宏亮如牛，因而得名。

## 生态和行为

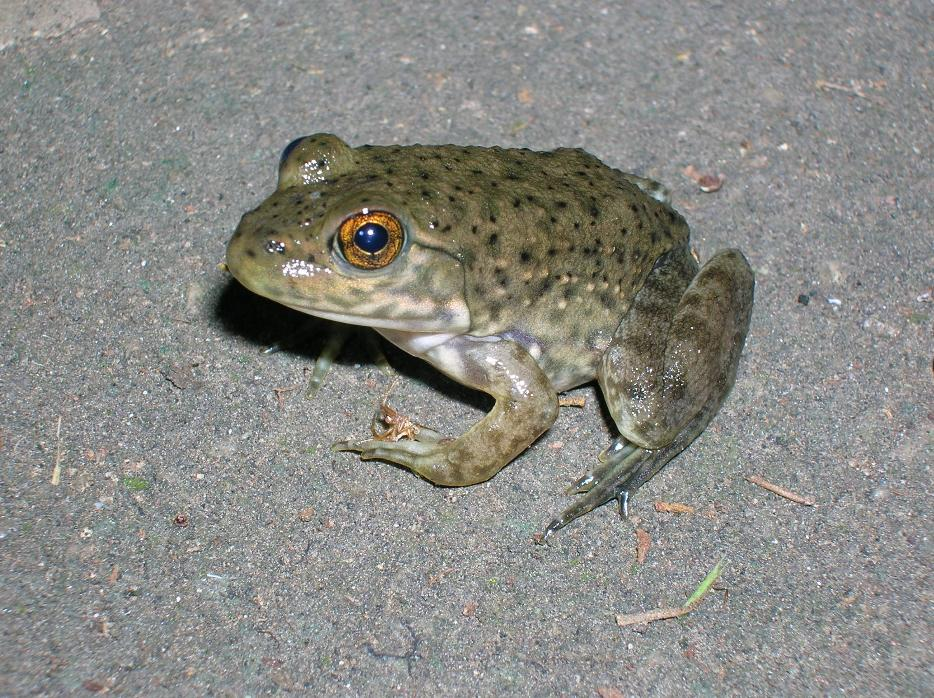
幼蛙

牛蛙体绿或棕色，腹部白色至淡黄色，四肢有黑色条纹。
牛蛙体长约20公分，後肢长达25公分。成体大者体重超过500克，是蛙类中较大的一种。常生活於静水中或其附近。春季繁殖，卵产于水中。蝌蚪呈绿褐色带有深色斑点。蝌蚪阶段持续1～3年，决定於气候条件。许多牛蛙可供食用或用作实验材料。
鼓膜巨大，雄蛙更有声囊。在所有两栖动物當中，美国牛蛙的叫聲非常响亮，很远也能听得到，而且會使其他的动物誤以為美国牛蛙要比实际大的多。雄性在交配期间发出的声音，更往往能传到几公里之外。
美国牛蛙使用它的皮肤、颊洞和肺呼吸，其中皮肤上的气体交换較為重要。

### 食性
美国牛蛙是相當凶猛的动物，在台灣有「蛙界暴龍」之稱，以无脊椎动物、小鱼和其他的小蛙为食，有時也会吃水鸟的幼雏；體型較大的牛蛙甚至會捕食蛇、鼠、龜等。

## 分佈
美洲牛蛙主要生存於美国、加拿大和墨西哥的洛磯山脈东边。美洲牛蛙雖原産於北美，但也被引進歐洲部份地區，分佈于北意大利、法國的阿基坦地區，另外還分佈于西班牙及荷蘭等地，少量分佈于意大利沿海。
日本於1918年由東京帝國大學教授渡瀬庄三郎引進，同期引進克氏原螯蝦作為牛蛙的餌料。在中国大陆及台灣，作为一种入侵物种，亦有广泛分布。台灣於1924年與海蟾蜍一起引進，但海蟾蜍並未在台灣建立族群，牛蛙卻成功的適應了下來。中國大陸則在1959年從古巴引進，目前中国大陆的养殖牛蛙大多为该批古巴牛蛙的后代。

## 利用
牛蛙可以食用。美国有农场专门饲养牛蛙以供食用，一对蛙掌重達400克，在餐桌上頗具份量。在中国大陆，牛蛙经全国水产原种和良种审定委员会审定，由中华人民共和国农业部公布为1996年首批准許推广养殖的水产新品种。水煮牛蛙在中国大陆很流行。
除了食用之外，美国牛蛙也偶尔被當作為宠物。